# Téjaro de los Izquierdo
Téjaro de los Izquierdo es una localidad del estado mexicano de Michoacán. Es parte del municipio de Tarímbaro.

## Demografía
| Gráfica de evolución demográfica |
|                                  |

| Censo | Población |
| ----- | --------- |
| 1900  | 156       |
| 1910  | 283       |
| 1921  | 360       |
| 1930  | 769       |
| 1940  | 1049      |
| 1950  | 1530      |
| 1960  | 2134      |
| 1970  | 2258      |
| 1980  | 2404      |
| 1990  | 3914      |
| 2000  | 4208      |
| 2010  | 3758      |
| 2020  | 4214      |